# Florian Riza
Florian Riza (Tirana, 13 luglio 1969) è un ex calciatore albanese, di ruolo attaccante.